# Prionolabis magdalena
Prionolabis magdalena är en tvåvingeart som först beskrevs av William George Dietz 1920.  Prionolabis magdalena ingår i släktet Prionolabis och familjen småharkrankar. Inga underarter finns listade i Catalogue of Life.